# 伝説巨神イデオン
『伝説巨神イデオン』（でんせつきょじんイデオン、英表記：Space Runaway Ideon）は、1980年5月8日から1981年1月30日まで、東京12チャンネルで全39話が放送された、日本サンライズ）制作のテレビアニメ。
放送時間は1980年9月25日放送分（第21話）までは毎週木曜18:45 - 19:15、第22話の放送日時の変更を挟んで、同10月10日放送分（第23話）より毎週金曜19:30 - 20:00（いずれもJST）。

## 概要
1976年放送の『恐竜探険隊ボーンフリー』に端を発した、トミー（現・タカラトミー）の企画によるテレビキャラクター・シリーズ第5弾であると共に、2020年現在同シリーズの最終作でもある。発表試写会はトミー本社内のプレゼンテーション・ルームで行われた。
本作品は、宇宙に進出した2つの種族が不幸な出会いを果たし、無限のエネルギー「イデ」を巡って誤解を重ねて泥沼の戦いを続ける物語であり、精神医学的な理論とバイオレンスな感性を融合した作品である。『機動戦士ガンダム』テレビシリーズ終了直後の富野喜幸（現・由悠季）を総監督に迎え、『ガンダム』の劇場版シリーズと並行して制作が進められた。制作体制にとどまらず、視聴率と玩具販売の不振で打ち切られながらも、後にスタッフとファンの熱意により映画化されるという、同作品と同様の経緯をたどった。さらに劇場版ではテレビシリーズでは放送されなかった物語の終盤に当たる部分も映像化され、登場人物全員が次々と壮絶な死を迎える。
テレビシリーズでは塩沢兼人が、劇場版では田中信夫がナレーターを担当している。あまりにも多くの登場人物が唐突に死んでしまう展開に塩沢は「でもナレーターは大丈夫だろう」と思っていたところ、第34話の最後に流れたナレーションは途中でイデの流星の効果音に遮られてしまい、「ナレーターも例外じゃないのか？」と本気で肝を冷やしたという。このような展開は作劇演出の一環である以外にも、声優のギャラを抑えるためにスポンサーサイドから登場人物を殺すよう要求があったからだと、富野が自著の中で述べている。富野は「もうイデオンみたいなのはやめましょう」と、こうした全滅作劇の傾向を嫌っていたが、後年のインタビューでは「（発動篇のラストについて）ああいった美しいリーンカーネーション＝輪廻を描けた自分は死というものを素直に受け入れられるかもしれない。そういった意味ではいいものをやれた」とも語っている。

## 制作の経緯
前述のとおり、本作品はトミーのテレビキャラクター第5弾として、また『科学冒険隊タンサー5』の後継番組として企画された。トミーとサンライズが組んだ作品としては第2作になる。
サンライズ企画室からの発注により、メカニカルデザインのサブマリンがイデオンのデザインを担当した。サンライズはイデオンのデザインでトミーにプレゼンテーションをし、企画が始動してから富野が作品に参加している（このようにサンライズの作品は基本的にマーチャンダイジング先行で、ロボットのデザインから作品がスタートする）。またキャラクターデザインには『無敵鋼人ダイターン3』でコロスを描き、富野に賞賛された湖川友謙が起用された。富野は「湖川の“女”の部分がほしいと思った」と述べている。その湖川はテレビシリーズの終了後に、バッフクランのヘアカラーをカラフルにした件について「アニメ界に悪影響を与えた愚行だった。自分が日本のアニメからリアリティを奪った」とアニメ誌で後悔の念を露わにしている。もっとも、ビビッドな色彩の髪のキャラクターは虫プロ全盛時代からあったものでもある。
前述した企画の経緯への反発から、富野はイデオンのデザインを見るなり「これは第六文明人の遺跡です」と言った。富野によれば「あんなひどいデザイン、誰が使います？」。富野曰く、日常の延長といった性質を消すためにサイズを巨大にした（＝第6文明人を巨人に設定した）、と後に語っており、作品がハード路線になったのもイデオンのデザインに耐え得るだけのパンチ力のある展開を目指した結果であると証言している。アニメ監督としてはむしろ「イデオン自身が障害」であり、企画から間違っている物を売れるようにするために必死でやったとのこと。その結果、小説家の福井晴敏が『BSアニメ夜話』に出演した際「いや、あれは遺跡にしか見えない」と語ったように、ある種、特異な世界を生み出すことには成功している。
もっとも、このような反発を持ちながらも富野は仕事をしっかりとこなす姿勢も見せており、1980年1月18日付けの富野のメモには、イデオンの玩具の「エレクトロクニクス搭載で音と光が出る」「タンサー5の玩具と同じくボタン一つで変形する」などのギミックを作品に取り入れることや、旧作である恐竜シリーズの流れを取り入れることなどの記述がある。
1980年5月に放映が開始され、同年10月からは放送時間帯もゴールデンタイムに移行したが、視聴率は低下。トミーやアオシマなどから発売された関連商品である玩具などの販売が振るわなかったため、全43話の予定が第39話で打ち切られた。他方で、放送中に刊行された『アニメック』の記事では全39話の予定との記述がある。中盤頃に4話延長が持ち上がったものの、スケジュールも考えずに結局は立ち消えになった制作現場の身勝手さを非難する意味で、富野は「打ち切り」と呼んでいる。後の劇場版「発動篇」は、前述した残り4話分の未制作エピソードが元になっている。
テレビシリーズの最終話では、イデが仕組んだカララとドバの会談が決裂、ドバがソロ・シップの撃滅を命じたところで、唐突にイデが発動して両人類が滅亡するという内容だったが、これについて富野は後に「ソロ星で両人類が戦闘を始めた時点で発動していてもおかしくはなく、テレビシリーズの最終回だって嘘じゃない」と述べている。また最終話の脚本を担当した松崎健一によると、彼が書いた第39話の脚本を、富野がラスト2分を変更して最終話にしたとされ、「だから（最終回は）最後の2分以外は、ただの39話なんですよ」と語っている。

### 劇場版
テレビシリーズは当初の想定とは異なる形で打ち切られたものの、制作スタッフ達は本作品の結末を何らかの形で発表することを望み、番組終了後に劇場版の制作が決定した。当初は『機動戦士ガンダム』劇場版と同様に複数に分けての公開も考えられていたが、興行不振で最終作を制作できない事態になる恐れを考慮し、一本にまとめられた。新作の原画は作画監修の湖川友謙がほとんど1人でこなしているが、一部の新作の戦闘シーンの原画は板野一郎が担当している。また本作品の制作スタッフは劇場版『ガンダム』の制作現場と同じスタジオで作業を行っている。
こうして1982年7月10日にテレビシリーズの総集編『THE IDEON 接触篇』と、新作映画『THE IDEON 発動篇』（英語タイトルはTHE IDEON A CONTACT、THE IDEON Be INVOKED）が併映の形で同時公開され、両篇合わせておよそ3時間にも及ぶ長大な上映時間となった。プロモーション上（劇場版ポスター等）はテレビシリーズと同じく『伝説巨神イデオン』のロゴが使用されており、公開後もそのタイトルで紹介される場合が少なくないが、実際には劇場版のタイトルは『THE IDEON』である。徳間書店ロマンアルバム(51)でのインタビュー記事にて富野監督本人が『伝説巨神イデオン』でなく『THE IDEON』に改題した明確な理由を説明しているため、これは単なる表記上の違いではない。
内容は『接触篇』がテレビシリーズ前半の総集編で、『発動篇』が最終回の完全版となっている。『発動篇』の制作を優先したため、『接触篇』はストーリーの流れよりも作画クオリティを重視して主に湖川が担当した回を中心に構成された。富野は「起承転結の“承”の部分がないので、劇作としては0点」と評している(しかし、後に「こんなすごい映画とは思わなかった！」とも)。
「皆殺しの富野」と呼ばれる監督の作品らしく、キッチン、ギジェほか、キャラクターは凄惨な死を迎え、老若男女問わず徹底した人体破壊描写が行われた。ラストについて富野は「『禁じ手』を使ってしまったのかもしれない」と語っている。

## 評価等
公開時には商業的な成功こそ収められなかったものの、テーマ性、作風、演出方法がアニメ業界へ与えた影響は非常に大きく、アニメ業界関係者を中心に作品のファンは多い。
アニメ業界出身の杉山卓は放映中に執筆した『青春アニメ・グラフィティ テレビ編』（集英社文庫コバルトシリーズ、刊行は放映終了直後の1981年）の中で、ロボットアニメの枠を超えた高度な内容を盛り込むことを目指すとスタッフが公言していた本作品の制作姿勢を高く評価し、ぜひそれを押し通して成功してほしいとエールを送っていた。
また、映画解説書においては
- 「日本のアニメ作品中でも空前のスケールを誇る問題作。全宇宙的規模の戦いのなかに、宗教的世界観をもって人間の"生"を問おうとした離れ技は、実写、SFX作品を射程に入れても、他に類を見ない試みであった[17]」
- 「番組終了後1年を経ての映画化は、ファンの熱烈な支持のたまものである。それに応えるかのように、人間の業の深さと、その生きざまの激しさを、超越的存在"イデ"を通し、宗教的な雰囲気で包みこんで描いた演出は、脂の乗りきった湖川友謙の描くキャラクターと見事に融合し、数ある富野作品のなかでも頂点に位置するものといえる[18]」

といった評価が記されたものがある。
旧アニメ版『美少女戦士セーラームーン』シリーズのシリーズディレクターで知られる幾原邦彦は、富野由悠季のドラマ作りに於けるターニングポイントであり、それまで富野が模索してきたアニメーションに於けるドラマ描写について、「観念だけでもドラマにできる」という自信を深めた作品だとする一方で、湖川友謙が描くキャラクターが作風とマッチし過ぎており、富野由悠季の意図的な描写をそのまま伝えてしまって、視聴者側に考察する余地を与えていないと指摘している。
2013年に発売されたBlu-ray BOXに同梱されたブックレットでは『機動戦士ガンダムUC』の原作者の福井晴敏、『新世紀エヴァンゲリオン』の監督の庵野秀明、『魔法少女まどか☆マギカ』の監督の新房昭之が、ファンとして本作品へ対するコメントを寄せている。このほかにも『踊る大捜査線』の本広克行や『守り人シリーズ』の上橋菜穂子が本作品への好意や思いを公にしたことがある。
本作品こそ富野作品でも最高傑作であるとの感想を述べている作家の福井晴敏は、自身が原作を務めた『機動戦士ガンダムUC』の中に、イデオンが搭載するシステムと同名の「インテンション・オートマチック・システム」を登場させたり、アニメ版『UC』の終盤にはイデオン・ソードの効果音を挿入する など、いくつか本作品へのオマージュ的要素を取り入れている。
「アニメ!アニメ!」創設者の数土直志はもし『イデオン』がなかったら、現在のようにアニメに関わる仕事はしていなかったとしている。2020年12月の文章で、「『伝説巨神イデオン』には、何十年経ってから鑑賞しても、物語、作画、キャラクター、あらゆるものに新鮮さがある」という評価を与えているが、『機動戦士ガンダム』と比べたときの知名度の低さについて、ファンに1960年代生まれの世代が多いことに着目し、その原因として「突如打ち切られ、満を持しての映画化。作品を巡る環境そのものがドラマなのだが、これは今から体験できない」ため、薦めるわけにもいかないことを挙げている。また若い世代への受容については、タイトルや主役メカデザインが古い印象を与えて新規の視聴者を受け入れにくいこと、（2020年代のテレビアニメと比較して）39話という「長さ」を障壁として挙げており、「（TV放送時に10代だった）彼ら彼女らの思い入れは次世代に引き継がれず、作品と共に生きた人たちのみに支持されていることになる」と危惧している。

## あらすじ
西暦2300年。地球人類が外宇宙へ移民を開始して50年経過した遠い未来。地球人は2年前から移民を行っていたアンドロメダ星雲の植民星A-7・ソロ星で、異星人文明の遺跡を発掘。地球人類が外宇宙に進出して出会った6度目の異星人であることから、「第6文明人」と呼称された。
一方その時、伝説の無限エネルギー「イデ」の探索のために、「ロゴ・ダウ」（＝ソロ星）を訪れた異星人バッフ・クランと、地球人の移民が接触。さらに、無思慮な行動で本隊より離れたバッフ・クランの貴人カララ・アジバを捜索に出た下級兵士の発砲と、両者の疑心暗鬼により武力衝突へと発展。第6文明人の遺跡は合体し、巨大人型メカ「イデオン」となった。
主人公ユウキ・コスモらは戦いを終結するべく「戦意はない」ことを示すために白旗を上げるが、バッフ・クラン社会でのそれは「お前らを地上から抹殺する」という逆の意味だったため、事態はさらに悪化することとなる。地球人たちはイデオンで応戦しつつ、同じく発掘された宇宙船ソロ・シップに乗り込み宇宙へ逃れる。だが、その遺跡にこそバッフ・クランの探し求める無限力「イデ」が秘められており、カララを乗せたソロ・シップの脱出により、事態は局地紛争から星間戦争、そして最終的には人類対バッフ・クランの全面戦争へと突入してしまう。安住の地を求めソロ・シップは地球人側の移民星に逃げ込むが、無限エネルギー「イデ」を求めるバッフ・クラン側は執拗（）な追跡の手を休めない。
劇中さまざまな人間模様が繰り広げられ、ソロ・シップは艦内に不和を抱えたまま宇宙を逃走し続けるが、次第に「イデ」の目覚めにより宇宙規模の異変が起こる。
最後に「イデ」が発動し、人類とバッフ・クランの双方が滅亡する。

## 登場人物
ユウキ・コスモ
声 - 塩屋翼
本作品の主人公であり、イデオンAメカのメインパイロット及びイデオンのパイロットを務める。
ジョーダン・ベス
声 - 田中秀幸
地球連合軍ソロ星駐留空軍の士官候補生。
イムホフ・カーシャ
声 - 白石冬美
イデオンCメカのメイン・パイロット。
フォルモッサ・シェリル
声 - 井上瑤
第6文明人の遺跡を調査していたフォルモッサ・ロダン博士の娘。
キッチ・キッチン
声 - 鵜飼るみ子
キャラル星軍の高級将校の娘。壊滅したキャラル星の都市で子供たち数人と生き残っていたところをコスモに発見される。
カララ・アジバ
声 - 戸田恵子
バッフ・クラン宇宙軍総司令ドバ・アジバの次女。
ギジェ・ザラル
声 - 林一夫
ロゴ・ダウ調査隊の先発隊隊長。サビアの武人。
ドバ・アジバ
声 - 石森達幸
バッフ・クラン宇宙軍総司令。カララとハルルの父。

## 用語解説
本作品では、実在の固有名詞の使用が極力避けられている（架空の固有名詞は人名、地名、天体名、艦船名など全く使用を避けていない）。実在の固有名詞がほとんどもしくは全く登場せず、架空の固有名詞が大量に登場する作品はフィクションにはありふれており、あえて特筆するようなことではない。しかし本作品では、「地球」という単語を、地球人類が誕生した惑星に付けられた固有名詞ではなく、「主に地上で活動する知的生命体は自分の母星をそう呼ぶだろう」という発想による普通名詞とするほど徹底しており、バッフクラン側も「私たちの地球」という言い方をしている。同様に「月」も固有名詞ではなく、あくまで「衛星」の意味である。コスモたちが月面上で移動せずに「地球の出」を見ることについて設定ミスという指摘をされることがあるが、これも特定の星の話ではないので一概に誤りとは言えない。

### イデオン
全高105メートル・重量5,650トン。ソロ星で発掘された第6文明人の遺跡。3台のメカが合体することで巨大人型メカとなる。無限エネルギー「イデ」によって動く。バッフ・クランは「巨神（）」と呼称する。第2話でのカーシャ曰く「何か知らないけどよくできてる」メカである。
起動時やパワーの増加に合わせ、コックピットにある半球形のスクリーン（作中では「ゲージ」と呼ばれる）にギリシャ文字のΙ（イオタ）、Δ（デルタ）、Ε (イプシロン)、Ο（オミクロン）、Ν（ニュー）を重ね合わせたかに見られるサインが現れ、フォルモッサ・シェリルがこのサインを「ΙΔΕΟΝ」＝「イデオン」と読んだことから、イデオンと呼ばれるようになった。単純にアルファベットで、ゲージの中に“IDEON”と描くケースもある。
格闘戦のほか、イデのパワー上昇に伴い、ミニ・ブラックホールやイデオン・ガン（波導ガン）、イデオン・ソードというイデの無限力を体現したイデオン本来の武器を使用可能となる。
完成直前にイデ誕生によって第6文明人が滅亡したため、未完成となっていた内装は地球人側の技術によって作られている。よってコンピュータやパネルなどは本来の仕様とは違うものと考えられる。
腕や脚などにミサイルやグレンキャノンなどの武装が追加されたが、本来の装備ではないため機体の変形により位置が変化する。物語序盤ではこれらの取り付け位置を間違ったため変形後使用できなくなるといった不具合もあった。
特徴的な攻撃方法である全身からのミサイルの一斉発射は、敵に囲まれたときに使われることが多い。
全身がイデオナイトと呼ばれるイデの流れを放出する特殊装甲で覆われている。

### ソロ・シップ
全長400メートル。ソロ星で発掘された第6文明人の遺跡。星間航行が可能な宇宙船。上部にイデオンを寝かすことが可能な甲板がある。バッフ・クランは「ロゴ・ダウの舟」「ロゴ・ダウの異星人の船（主に発動篇）」「四つ足（主に小説版での呼称）」と呼称する。ブリッジにイデオンのコクピットにあるものと同様のゲージが存在する。
ブラジラーに訪れた際に武装の強化を行い、主砲やグレンキャノンを装備した。これによりイデオンの支援やバッフ・クランの艦船との戦闘が行えるようになった。
強力なバリアーを発生させることが可能であり、ある程度の攻撃に耐えることができる。このバリアーはイデオンのバリアーと同じくイデの力の高まりによって防御力が変化する。イデの力が弱まっていると敵の重機動メカの攻撃で貫かれることもあれば、逆に強まっているときはガンド・ロワの攻撃すら防ぐ。しかし、防御をバリアーに頼りきっているため白兵戦に弱く、バッフ・クランとの白兵戦により乗組員に多数の被害が出ている。

### 地球人
主人公側が属する種族。外宇宙に進出し各地に移民星を持つ。劇中、社会体制についての描写はなかったが、異星人の脅威に対抗するための地球連合軍や各植民星軍といった軍隊が社会で幅をきかせている。そのため、各植民星では政府に交渉するよりも統治している軍隊と交渉することが多かった。ロゴ・ダウ（＝ソロ星）で初接触したため、バッフ・クランからは「ロゴ・ダウの異星人」と呼ばれる。
なお、作中では「地球」は固有名詞ではなく、バッフ・クランも含めて人間型の知的生命体の母星の意味である。そのため、ここで語られる「地球」は、太陽系第3惑星としての「地球」などの特定の星を指すものではない（#作中の惑星・宙域および生物を参照）。

### バッフ・クラン
敵方となる種族。宇宙進出は主人公側よりも遠大で先行している。髪は直毛が多くバリエーションに富む色の瞳、また左利きが多いという身体的特徴をもつ。ズオウ大帝による独裁政治が行われ、封建制が色濃く残る階級社会をもつ。
軍人は自分達をサムライと称しており、プライドが高い者や出世を望む者が多い。
バッフ・クラン（バッフ族。クランは氏族）とはあくまで民族名であり、彼らは主人公側と同じく自分達の母星を「地球」と呼んでいる。なお、バッフ・クランの勢力圏に住む総ての民族がバッフ・クランではなく、彼らが戦闘の末に征服した多くの民族も地球の繁栄による恩恵にあずかっている。ゲルマン民族のような彫りの深い風貌、白い肌がバッフ・クランの純血者の証明であり、ロウ・ロウルやルクク・キルのようにその特徴に当てはまらない者が異民族とされる。
なお、後付設定ながら富野が「バッフ・クランはハングル文字のような字体を用いている」と発言しており、『コミックボンボン』にその設定を活かした「バッフ・クラン文字」が掲載された。

### ソロ星
地球側が移民を行っていた星。アンドロメダ星雲内にあり、地球から250万光年離れている。バッフ・クランでは「ロゴ・ダウ」と呼称し、伝説のエネルギー「イデ」が存在する星と見当をつけていた。事実、地球人は第6文明人の遺跡をこの星から発掘した。劇中で、地球とバッフ・クランの母星はソロ星を挟んで正反対の位置にあることが示されている。
軍事は戦闘機カービアン・クロッサス12機を持つ空軍。戦車トカモフ、ジネラル各3両を有する陸軍。更に魚雷艇3隻を持つ海軍（劇中未登場）が存在する設定で、固有の宇宙艦艇は皆無の植民地駐留軍である。

### 第6文明人
イデオンやソロシップを作った文明のこと。既に滅びた状態で発見された。地球人類にとって「6番目に遭遇した地球外文明」という意味。その後に地球人類が遭遇したバッフ・クランは「第7文明人」に相当するが（作中ではバッフ・クランを「第7文明人」と呼ぶ描写はない）、第1から第5文明人の中には、実はバッフ・クランが含まれていたらしい。特に第5文明人との接触は“輝きのコンタクト”と呼ばれ、接触した宇宙船が異星人の攻撃により沈められるという事件だった。この事件で地球に対する敵対的異星人の存在が明らかになり、地球文明は外宇宙への植民を推進するようになった。

### イデ / 無限力
バッフ・クランで伝説として語られている、無限のエネルギー。その調査にソロ星（ロゴ・ダウ）を訪れ地球人と接触した。なお、地球側には無限エネルギーの伝説はなかった。これは絶対帝政によって単一の文化が持続したバッフ・クランに対し、地球側では多くの政治形態や文化・宗教の興亡によって正確に伝承されず、各地の神話や伝承にその名残を留めるのみになってしまったものと考えられる。
シェリルの調べた結果やギジェの発言からすると、イデオンやソロ・シップに備わっているイデの力は第6文明人の数十億の意識を集めたものと推測される。
富野によれば、「イデは第6文明人の精神の一部をエネルギー利用する実験の失敗により誕生したものであり、その際に第6文明人はすべての精神を吸い取られて滅亡した」とされている。
また小説版には「イデが目覚めた時、雑多な自己に戸惑った」との記述がある。

## 登場兵器および技術
登場する戦闘機や宇宙戦艦などの一般兵器は伝説巨神イデオンの登場兵器を、重・軽機動メカなどについては重機動メカを、ハーケン攻撃、生体発信器、準光速ミサイル、ゲル結界、フリーザー・スカッチについてはバッフ・クランをそれぞれ参照。
本作品の世界は人類が外宇宙に進出して50年が経過した未来、として設定されている。
地球人類とバッフ・クランはほぼ同等の技術レベルにあり、多くのキーテクノロジー（核融合、超光速通信、重力制御など）を両種族が持っている。ただし、機動メカを兵器運用するという思想は地球側にはなく、生体利用技術においてもバッフ・クランが進んでいる。
作中では同一技術を地球人類側では英語ないしカタカナ、バッフ・クランでは漢語で呼んでいる。

### 反物質エンジン（アンチマターエンジン）
劇中では「反物質エンジン」という言葉だけで説明はなかったが、物質と反物質を対消滅させて発生するエネルギーを宇宙船の推進力として使用している。イデを除けば次項の「亜空間飛行」を実現する推力をもたらす唯一の推進器。地球、バッフ・クラン、第6文明のいずれも使っていた。『伝説巨神イデオン大事典』などの関連書籍では、アンチマター、つまりAM(Anti-Matter)エンジンとも略される。
反物質エンジンの噴射物には反物質が含まれているため、地上など居住地近傍での使用は常識では考えられないとされている。ソロ・シップの反物質エンジンがソロ星地表で作動した際は、樹木や土壌が対消滅していった。
作中では、反物質エンジンに対して核融合エンジン（アトミックフュージョン=Atomic-fusion、AFエンジン）や化学燃料ロケットエンジン（ケミカルリアクション=Chemical-reaction-rocket、CRエンジン）など通常の噴射機関を「ノーマルエンジン」と呼称している。

### 亜空間飛行（DSドライブ）
本作品の世界における超光速航法。亜空間飛行はバッフ・クラン側の呼称。地球側でDSドライブ（デスドライブ。Dimension-Space-Drive）と呼ぶ。
反物質エンジンで発生させた巨大なエネルギーを推進力として別次元の「亜空間」へ船体を転移、亜空間を経由すると現実空間に対するいわば近道をとることができ、結果として光速を超えて移動することができる。ただし、転移座標（亜空間内での近道のゴールに相当する座標）を正確に設定することが困難である。亜空間は進行方向の前後に伸びるチューブ形の空間として描写され、大きな推進力を持たなければ亜空間の外（通常空間）に弾き飛ばされる。亜空間内で進行方向を上下または左右に大きくそれると亜空間内のルートを外れてしまい、予定と全く違う通常空間に出てしまう。逆に許容範囲内であれば亜空間内の座標をずらすことも可能で、コスモたちはそれを利用して第38話では亜空間内で消えたり出現したりして敵を攻撃する戦法をとった。第5 - 9話の亜空間は無数の人魂が舞い飛ぶような描写だったが、その後は簡素化された。劇場版では青い光がときおり明滅して流れるような描写となっている。
また本作品では亜空間飛行中の戦闘も頻繁に行われ、バッフ・クラン軍は亜空間戦闘に特化した重機動メカ「ギラン・ドゥ」や、「アディゴ」などの汎用機動メカを駆使して、初期は亜空間戦闘に不慣れなイデオンやソロ・シップを苦しめた。
亜空間での戦闘は亜空間戦闘・DSファイト（デスファイト）、亜空間からの脱出は亜空間飛行解除・DSドライブブレーキ（デスドライブブレーキ）、DSアウト（デスアウト）と呼ばれる。

### 加粒子砲（グレンキャノン）
いわゆる荷電粒子砲。地球軍、バッフ・クランともにミサイルと並んで大気圏内外を問わず使用される主力兵器。対空用の機銃サイズのものから戦艦や重機動メカの主砲まで、サイズも用途もさまざまだった。ガンド・ロワの基本構造もこれと同じで、エネルギー源（後方の超新星よりエネルギーを得ている）のスケールが異なるだけである。

### レーザー剣（ビームソード）
地球、バッフ・クランともに使用する個人用白兵戦兵器。物語の序盤からその切れ味の良さはうかがい知ることができた。重機動メカの武器としては使用されておらず、イデオン・ソードが唯一の例外となるが、発生原理が異なるため厳密には別物である。

### エアガン
劇中ではこの名称は出てこなかったが、地球、バッフ・クランともに使用している無重力空間移動用の個人装備。地球タイプは第13話で初登場。宇宙服の腰に巻くように装備する。腰の後ろにある2本の支持架がスライドして伸び、その先端にボールジョイントで動くノズルがある。バッフ・クランタイプは第15話で初登場。背中に装備して4本のハーネスで固定、胸の部分にも装置がある。両肩から後ろ斜め上方に伸びた支持架の先端にノズルがあり、やはりボールジョイントで自在に動く。操作方法については説明がなかったが、この装備を使用して宇宙空間でかなり自由に活動している。

### マイクロ・ブラックホール
地球の中継基地があったアジアン星がバッフ・クランからの準光速ミサイル攻撃で全滅しかけた時に出現した兵器である。イデオン腹部にあるシャッターが開きマイクロブラックホールが出現、飛来する準光速ミサイルを吸い込んで撃破した。

### 波導ガン
波導ガン（イデオン・ガン）はマイクロ・ブラックホール兵器に指向性を持たせた兵器である。劇中では「竜巻」のように描写されている。「超重力」場を発生させる兵器で、空間をねじ曲げ通常空間から直接「亜空間飛行」をしている敵艦にも被害を与えることが出来る。「発動篇」では一貫して「イデオン・ガン」と呼ばれる。「波動ガン」は誤り。
一方で第28話でコスモ達が作動原理を調べた際、「構造がグレン・キャノンその物」との結論に至っており、本来は波導ガンもまた、ガンド・ロワと同様の超大型加粒子砲に過ぎないことが示唆されている。

### ハイパーウェーブ機関
HW機関 (Highpar-Wave-System)。小はガダッカのような軽機動メカから、大はバイラル・ジンに至る艦船まで広く利用されているバッフ・クラン側の反重力システム。重機動メカの成立もこのHW機関なしには成立しなかったとされ、これが地球側に対する技術的なアドバンテージとなっている。
元々は富野喜幸の小説版からの設定である。イデオンが飛行するのを見たダミドが、その飛行に驚いて「単なるハイパーウェーブとは思えん」との疑問を呈しており、バッフ・クランにもイデオンの飛行原理（イデの力）が理解不能であったのが判る描写がある。

### MBH通信機
MBH (Mini Black Hole) 通信機は「イデオン」の世界でなんとかリアル・タイム、あるいはそれは近い感覚で通信ができないものかと考えられた通信方法である。

## 作中の惑星・宙域および生物
ソロ星
登場話：第1 - 7話。接触篇
地球から250万光年、アンドロメダ星雲内にある惑星。劇中の第1話の時点では地球人類が植民して2年、第三次移民団が到着したばかりとして設定されている。地球側の呼び名は「アンドロメダA-7ソロ星」。バッフ・クラン側の呼び名は「ロゴ・ダウ」。地球とバッフ・クラン本星とのほぼ中央に位置している。恒星系に惑星はソロ星1つだけで、ソロ星は衛星を2つ持っている。首都名は「ニューロピア」。グレン・キャノンの試射目標となった山の名は「フジヤマ」。恒星スペクトルの関係で空が地球より緑がかっている。ソロ星の所在はアンドロメダ星雲とされているが、監督の富野はこう特定したことについて「ミスだったかも知れない」と雑誌インタビューで語っている。
ソロ星の生物
ソロ星の原生生物はそれに類似の地球の生物の語尾に「ラシキ」を接尾して俗称されることが多い。
リスラシキ
リスに似たソロ星原産の小動物で、2本の尻尾と薄青の体色が特徴。地球のシマリスに似た青色の縞模様がある。デクが「ラパパ」と名づけた個体をペットとして飼っており、専用の宇宙服まで与えられてイデオンに同乗していた。
トビガエル
カエルに似たソロ星の両生類。脇の下に膜があって飛翔する。ソロ・シップ内ではシェリルに懐いた個体があったが、シェリルは嫌っており、いつも「しっ、しっ」と追い払われていた。
オヒル
ソロ星の密林に生息する、ピンク色のヒルに似た生物。密林内を進むと血を吸うために樹上から降ってくる。だが陽の光が弱点らしく、直射日光を浴びると蒸発して消滅してしまう。
トット・ト
ヤヤメガネザル
ゴクチョウ
ドモンジ・グワ
タンチョウカ
フトカンムリ・チョウ
スズメラシキ
ソロピン
タカラシキ
カメレオンラシキ
ヘビモドキ
トカゲモドキ
ソロトンボ

ザウルス・スター
登場話：第7 - 9話
ソロ・シップがアバデデ隊の攻撃から逃れてたどり着いた惑星。大気は人類、バッフ・クランともに呼吸可能。
ザウルス・スターの生物
地球の恐竜時代の生物に似たものが多い。ソロ・シップとバッフ・クランの戦闘に巻き込まれ、幼竜が死んだ親に鳴き続けるシーンがある。
フトネルス
祖剣竜
ネッシーラ
祖雷魚

クリスタル・スター
登場話：第9 - 10話
ソロ・シップがアバデデ隊との2回目の亜空間戦闘から逃れてたどり着いた、バッフ・クラン側がガイラ星域と呼ぶ星域の惑星。惑星のほとんどが金属でできているためか、シリコン生命体が繁栄しており、惑星表面には繁茂した金属植物で構成されていると見られる外殻が存在する。大気は人類、バッフ・クランともに呼吸に適していない。
数年前にアバデデのガイラ星域調査隊が発見した星で、バジンを攻撃してしまったために、全滅に等しい損害を受けた。
クリスタル・スターの生物
身体が金属で構成されており、イオノクラフトで空中を飛翔する種類も存在する。
バジン
第11話冒頭のナレーションによると、クリスタル・スターの「巨大な蜂」と説明されている。地球の蜂同様、攻撃されると集団で反撃に出る。蜂と鳥を足して2で割ったような外見で、長く伸びた尾の先端が削岩機のように振動し、重機動メカの装甲すら貫いてしまう。
クサクサゲラ
イオノクラフトでゆらゆらと空中浮遊する、クラゲもしくはキノコ型の生命体。
モノグサ・ケイソン
クリスタル状の金属植物。

ルインズ・スター
登場話：第11 - 13話
ソロ・シップが着陸した付近の惑星表面には広範囲にわたって廃墟が存在していたが、生命らしきものは発見されなかった。大気は人類、バッフ・クランともに呼吸可能。
ルインズ・スターの生物
イワラシキ
ハーピング・ストーン

スターダスト
登場話：第13話・第35話
大小多数の小惑星や隕石が流れるアステロイドベルト。その多くの隕石が激しい気流で流されるために、宇宙船が航行するには危険すぎる宙域である。
イデオンとソロシップのイデオナイト合金のスペアもここで採取される。
ブラジラー
登場話：第14 - 15話
アンドロメダ星雲に移民を開始した地球連合軍の前線基地で、ソロ・シップが逃げ込んだ時点の基地司令官はカミューラ・ランバン。口を開けた二枚貝のような形状の小惑星の中にドーム型のレクリエーションセンターなどを備えた居住区を持つ。周囲にカルテットのステーションであるクイントを「規定の数」配置して防衛していたが、ジルバル・ドクの隊によって壊滅させられる。
ダボラスター
登場話：第15話
数年前から植民が開始された、地球の移民星。ジルバル・ドクは「ダボラスターがソロ・シップを受け入れる」との偽りの通信を流し、だまされて逃亡した脱走者を人質として使用する作戦を行った。名前だけ登場。
猿人の星
登場話：第16 - 17話・39話・発動篇
ソロ・シップが着陸した付近の惑星表面は、常に夕暮れのような赤い空の色の下に荒涼とした大地が広がっていた。
猿人の星の生物
猿人
骨製の棍棒を持って吠える猿人。ソロ・シップとバッフクランの戦闘に巻き込まれた被害者。テレビシリーズ最終話と劇場版発動篇の最後にも、モブとしてドウモウと共に登場する。
ハイエナフウ

アンドロメダA-92
登場話：第17話
カーシャの出身星で夏と冬しかない過酷な環境の植民星であるらしく、それに比べれば開拓が始まったばかりのソロ星でも「天国」だったと語っている。カーシャの台詞でのみ登場。
アジアン星
登場話：第18話・第37話
地球人類の植民星。かなりの人口規模を誇っていたようだが、バッフ・クランのギジェ隊による準光速ミサイルの攻撃を受けたために惑星表面はほぼ壊滅。第37話で再度ソロ・シップが立ち寄った際、人口は10万人まで減少していた。
アジアン星の生物
プラネット
第18話でアジアン星住人が飼っていた犬らしき生物（地球産そっくりな異星生物も存在するので、犬であるとは特定出来ない）。ジグ・マックの加粒子砲で飼い主の少女もろとも焼き尽くされる。

フラッグ・スター
登場話：第19 - 20話
ほとんどが水でおおわれており、陸地の存在は描写されていない。惑星表面を覆っている水は比重がかなり高いらしく、人間が難なく浮かぶ。大気は人類、バッフ・クランともに呼吸可能。
フラッグ・スターの生物
シスネイク・ロング
デクが釣り上げた白い海蛇に似た生物。コスモのナイフ投げで退治されて、海へ捨てられる。
ギロンフィ
かなり獰猛（）な肉食魚。爆撃でソロ・シップから水面へ吹き飛ばされたクルーを、群がって食い尽くす。

ガラドニア・ログ・No24エリア
登場話：第21話
背景の赤い水性調の配色の宇宙が特徴的な、バッフ・クラン側が名付けた宙域。DSアウトしたドロワ・ザンとソロ・シップが、至近距離で白兵戦を演じる。
キャラル星
登場話：第23 - 25話
地球人類の植民星。山岳の地下には軍事基地「スタグラ」が設置されている。アジアン星と同様、オーメ財団のダラム私設軍隊による準光速ミサイルの攻撃を受けて壊滅するが、「スタグラ」は無事だった。
（主人公側の）地球
登場話：第26 - 32話
コスモたちの所属する地球人類にとっての母星。異星人に母星と悟られぬよう、地下や海中に戦力を隠している。「月」と呼ばれる衛星を一つ持つ。恒星系には6つ以上の惑星が存在する。最後にイデが生み出した流星の落下により全滅する。
第六惑星
登場話：第32話
地球と同一星系内にある、輪を持った巨大な惑星。ルクク艦隊との決戦で、発射された波導ガンによって輪の一部が破壊される。モエラが戦死して宇宙葬が行われた宙域である。前話の次回予告中では「土星」とナレーションされているが、実際に作中で呼称されてはいない。
バッフ・クランの地球
登場話：第28話・第34話・第36話・発動篇
「バッフ・クラン」は民族名に過ぎず、彼らは自分達の母星を単に「地球」と呼んでいる。主人公側の地球とよく似た青い惑星であり、ひとつの衛星を持つ。やはり流星の落下により壊滅し、遂には真っ二つに割れてしまっている。
ワフト空域（ワフト・エリア）
登場話：第33話
エネルギー吸収生命体・ヴァンデが無数に生息する宙域。発光星雲に存在していたためか、付近の宇宙の色は大変明るい。
ワフト空域の生物
ヴァンデ
暗緑色の岩そっくりな外見の鉱物生命体。重機動メカをも捕食してしまう。途中まではイデのバリアーをも喰らって成長するが、無限力には耐えられない。

ドウモウ・スター
登場話：第34話・発動篇
辺境の惑星。全長数キロメートルにおよぶ巨大な環形動物ドウモウが多数生息する惑星。ソロ・シップが降下した付近の惑星表面には、荒涼たる大地と泥のような水をたたえた海が広がっていた。
ドウモウ・スターの生物
ドウモウ
ドウモウ・スターの惑星表面大半を覆う海洋に生息している、褐色のミミズ状巨大生物で、体長は数キロにもおよぶ。ドウモウ・スターの数少ない陸地の洞窟の中に卵を産む。調査隊による報告を聞いていたカララによれば、性格はおとなしいという。ソロ・シップとバッフ・クランの戦闘に巻き込まれる。発動篇の最後にもモブとして、猿人と共に登場する。

ナイト・スター
登場話：第35話
惑星上空を小惑星（スターダスト）がびっしり覆っているため、まるで小惑星の外殻を持っているような構造を有する。大量のスターダストのために、惑星表面には恒星の光は届かない。大気の存在は不明だが、あってもかなり希薄なようで、戦闘でソロ・シップの窓が破損した際、乗員が気圧差のため船外に吸い出される描写がある。スターダストの中に浮かんでいるように見える巨大な衛星を一つ持つ。
ステッキン・スター
登場話：第38話。発動編
辺境の惑星。
ソロ・シップが着陸した付近の惑星表面には高さ数キロメートルに達する巨大な植物ソウソウが生い茂っていた。ギジェが戦死し、イデオン・ソードによって星は両断されて崩壊する。
ステッキン・スターの生物
ソウソウ
アディゴすら捕獲する、粘着性の樹皮に塗れた巨大植物。コスモらは「べとべと葉っぱ」と呼んでいる。

因果地平
登場話：第39話。発動篇
ギジェが宇宙の果てと言っていた宙域。劇場版ではイデの発動後、地球、バッフ・クラン全ての人々の魂が集う場所となる。
彗星
登場話：発動篇
重機動メカ数百機をおとりに、ドバがソロ・シップへ衝突させようとした彗星。だが、イデオン・ガンとイデオン・ソードで破壊され、その目論見は失敗した。
タウ・クスイ・クオリ
登場話：発動篇
バッフ・クランの最終兵器「ガンド・ロワ」のエネルギー源となる超新星。この付近の宙域でソロ・シップとバッフ・クランの最終決戦が行われ、二つの知的種族の終焉（）の場となる。
新惑星
登場話：発動篇
地球に似た青い惑星で二つの衛星を持つ。メシアに導かれた人々の魂が到達し、再び生命の進化が始まる。

## スタッフ
- 企画 - 日本サンライズ、東急エージェンシー
- 原作 - 矢立肇、富野喜幸
- キャラクターデザイン - 湖川友謙
- メカニカルデザイン - サブマリン
- 美術監督 - 四条徹也
- アニメーションディレクター - 湖川友謙
- 総監督 - 富野喜幸
- プロデューサー - 石川博（東京12チャンネル）、松島忠（東急エージェンシー）、長谷川徹（日本サンライズ）
- 制作 - 東京12チャンネル、東急エージェンシー、日本サンライズ

劇場版スタッフ
- 原作 - 矢立肇、富野喜幸
- 総監督 - 富野喜幸
- 監督 - 滝沢敏文
- 脚本 - 山浦弘靖、富田祐弘、渡辺由自、松崎健一
- キャラクターデザイン - 湖川友謙
- メカニカルデザイン - 樋口雄一、サブマリン
- アニメーションディレクター - 湖川友謙
- アートディレクター - 中村光毅
- オーディオディレクター - 浦上靖夫
- 音楽 - すぎやまこういち

## 主題歌
発売元はいずれもキングレコード。

### テレビシリーズ
オープニングテーマ『復活のイデオン』
作詞 - 井荻麟 / 作曲・編曲 - すぎやまこういち / 歌 - たいらいさお
日本コロムビアからは、水木一郎歌唱によるカヴァー版が発売された。
エンディングテーマ『コスモスに君と』
作詞 - 井荻麟 / 作曲・編曲 - すぎやまこういち / 歌 - 戸田恵子
本放送時、一部地域ではボーカルなし・BGMのみの短縮バージョンが使用された。

### 劇場版
『セーリング・フライ』（接触篇）
作詞 - 井荻麟 / 作曲・編曲 - すぎやまこういち / 歌 - 水原明子
『海に陽に』（発動篇）
作詞 - 井荻麟 / 作曲・編曲 - すぎやまこういち / 歌 - 水原明子
「発動篇」の完成フィルムに歌は挿入されておらず、『海に陽に』は実際には使用されていない。

## 各話リスト
第1話にはオープニングテーマの曲名「復活のイデオン」、最終話にはエンディングテーマの曲名「コスモスに君と」のサブタイトルがそれぞれ与えられている。第40話から第43話は短縮に伴い放送されず、後に劇場版『発動篇』として制作された。第39話と第43話のサブタイトルが重複しており、本来の予定通りに全43話だった場合、第39話のサブタイトルが何だったかは未だ公式な言及はなされていない（ライナーノートでは「カララとドバ」と書かれている）。
制作局の東京12チャンネルにて放映された最終話には、エンディング主題歌の終了直後に、戦闘BGM付きの名場面集（30秒）が挿入されていた。
サブタイトル、脚本、演出、作画監督の出典→
| 話数   | 放送日        | サブタイトル     | 脚本                                  | 演出                                         | コンテ                                       | 作画監督 |
| ------ | ------------- | ---------------- | ------------------------------------- | -------------------------------------------- | -------------------------------------------- | -------- |
| 第1話  | 1980年 5月8日 | 復活のイデオン   | 山浦弘靖                              | 三浦将則                                     | 斧谷稔                                       | 湖川友謙 |
| 第2話  | 5月15日       | ニューロピア炎上 | 富田祐弘                              | 滝沢敏文                                     | 斧谷稔                                       | 湖川友謙 |
| 第3話  | 5月22日       | 激震の大地       | 松崎健一                              | 石崎すすむ                                   | 吉田浩                                       | 湖川友謙 |
| 第4話  | 5月29日       | ソロ星脱出せよ   | 渡辺由自                              | 関田修                                       | 斧谷稔                                       | 湖川友謙 |
| 第5話  | 6月5日        | 無限力・イデ伝説 | 渡辺由自                              | 貞光紳也                                     | 貞光紳也                                     | 坂本三郎 |
| 第6話  | 6月12日       | 裏切りの白い旗   | 富田祐弘                              | 三浦将則                                     | 吉田浩                                       | 湖川友謙 |
| 第7話  | 6月19日       | 亜空間脱走       | 富田祐弘                              | 滝沢敏文                                     | 藤原良二                                     | 上村栄司 |
| 第8話  | 6月26日       | 対決・大砂塵     | 山浦弘靖                              | 石崎すすむ                                   | 石崎すすむ                                   | 谷口守泰 |
| 第9話  | 7月3日        | 燃える亜空間     | 古賀あらた                            | 関田修                                       | 斧谷稔                                       | 鈴木英二 |
| 第10話 | 7月10日       | 奇襲・バジン作戦 | 松崎健一                              | 滝沢敏文                                     | 滝沢敏文                                     | 鈴木英二 |
| 第11話 | 7月17日       | 追撃・遺跡の星   | 渡辺由自                              | 三浦将則                                     | 斧谷稔                                       | 湖川友謙 |
| 第12話 | 7月24日       | 白刃の敵中突破   | 渡辺由自                              | 石崎すすむ                                   | 石崎すすむ                                   | 坂本三郎 |
| 第13話 | 7月31日       | 異星人を撃て     | 富田祐弘                              | 関田修                                       | 斧谷稔                                       | 谷口守泰 |
| 第14話 | 8月7日        | 撃破・ドク戦法   | 富田祐弘                              | 滝沢敏文                                     | 斧谷稔                                       | 神宮慧   |
| 第15話 | 8月14日       | イデオン奪回作戦 | 富田祐弘                              | 三浦将則                                     | 斧谷稔                                       | 湖川友謙 |
| 第16話 | 8月21日       | 必殺のダミド戦法 | 渡辺由自                              | 石崎すすむ                                   | 石崎すすむ                                   | 坂本三郎 |
| 第17話 | 8月28日       | 激闘・猿人の星   | 渡辺由自                              | 関田修                                       | 斧谷稔                                       | 湖川友謙 |
| 第18話 | 9月4日        | アジアンの裏切り | 松崎健一                              | 滝沢敏文                                     | 滝沢敏文                                     | 湖川友謙 |
| 第19話 | 9月11日       | ギャムス特攻指令 | 古賀あらた                            | 三浦将則                                     | 三浦将則                                     | 坂本三郎 |
| 第20話 | 9月18日       | 迫撃・双子の悪魔 | 古賀あらた                            | 石崎すすむ                                   | 石崎すすむ                                   | 菊池城二 |
| 第21話 | 9月25日       | 敵戦艦を撃沈せよ | 富田祐弘                              | 関田修                                       | 関田修                                       | 湖川友謙 |
| 第22話 | 10月3日       | 甦える伝説       | 古賀あらた 富田祐弘 松崎健一 渡辺由自 | 三浦将則 石崎すすむ 滝沢敏文 関田修 貞光紳也 | 三浦将則 石崎すすむ 滝沢敏文 関田修 貞光紳也 | 坂本三郎 |
| 第23話 | 10月10日      | 戦慄・囮の星     | 松崎健一                              | 谷田部勝義                                   | 藤原良二                                     | 湖川友謙 |
| 第24話 | 10月17日      | 潜入ゲリラを叩け | 古賀あらた                            | 三浦将則                                     | 斧谷稔                                       | 坂本三郎 |
| 第25話 | 10月24日      | 逆襲のイデオン   | 渡辺由自                              | 石崎すすむ                                   | 石崎すすむ                                   | 谷口守泰 |
| 第26話 | 10月31日      | 死闘・ゲルの恐怖 | 渡辺由自                              | 関田修                                       | 菊池一仁                                     | 二宮常雄 |
| 第27話 | 11月7日       | 緊迫の月基地潜行 | 富田祐弘                              | 滝沢敏文                                     | 滝沢敏文                                     | 湖川友謙 |
| 第28話 | 11月14日      | 波導ガンの怒り   | 古賀あらた                            | 三浦将則                                     | 菊池一仁                                     | 湖川友謙 |
| 第29話 | 11月21日      | 閃光の剣         | 松崎健一                              | 谷田部勝義                                   | 斧谷稔                                       | 湖川友謙 |
| 第30話 | 11月28日      | 捨て身の狙撃者   | 富田祐弘                              | 関田修                                       | 斧谷稔                                       | 坂本三郎 |
| 第31話 | 12月5日       | 故郷は燃えて     | 渡辺由自                              | 滝沢敏文                                     | 菊池一仁                                     | 昆進ノ介 |
| 第32話 | 12月12日      | 運命の炎のなかで | 渡辺由自                              | 三浦将則                                     | 康村正一                                     | 湖川友謙 |
| 第33話 | 12月19日      | ワフト空域の賭け | 富田祐弘                              | 石崎すすむ                                   | 石崎すすむ                                   | 谷口守泰 |
| 第34話 | 12月26日      | 流星おちる果て   | 富田祐弘                              | 関田修                                       | 菊池一仁                                     | 湖川友謙 |
| 第35話 | 12月29日      | 暗黒からの浮上   | 渡辺由自                              | 滝沢敏文                                     | 滝沢敏文                                     | 上村栄司 |
| 第36話 | 1981年 1月9日 | さらばソロシップ | 渡辺由自                              | 谷田部勝義                                   | 斧谷稔                                       | 坂本三郎 |
| 第37話 | 1月16日       | 憎しみの植民星   | 松崎健一                              | 石崎すすむ                                   | 石崎すすむ                                   | 鈴木英二 |
| 第38話 | 1月23日       | 宇宙の逃亡者     | 富田祐弘                              | 関田修                                       | 斧谷稔                                       | 湖川友謙 |
| 第39話 | 1月30日       | コスモスに君と   | 松崎健一                              | 滝沢敏文                                     | 滝沢敏文                                     | 坂本三郎 |

## 放送局
放送時間は個別に出典が提示されている局を除き、1980年6月中旬 - 7月上旬時点のものとする。
- 東京12チャンネル（制作局） : 木曜 18:45 - 19:15[2][35] → 金曜 19:30 - 20:00[2]
- 北海道放送[35]：土曜 7:00 - 7:30（1980年5月17日 - 1981年2月21日）[36]
- 秋田テレビ：月曜 - 金曜 6:00 - 6:30（1982年に放送）[37]
- 青森テレビ[35]：金曜 17:00 - 17:30[38]
- 岩手放送（現・IBC岩手放送）：金曜 17:00 - 17:30[35][39]
- 仙台放送：日曜 11:00 - 11:30[35][40]
- 福島中央テレビ : 水曜 17:00 - 17:30（1980年9月3日まで）→ 水曜 18:00 - 18:30（1980年9月10日から）[35][41]
- 新潟総合テレビ[35]:水曜 16:50 - 17:20[38]
- 富山テレビ：土曜 17:00 - 17:30（1980年6月14日から1981年3月7日まで放送[42]、1981年2月27日には金曜 16:20 - 16:50にも放送[43]）[35]
- 石川テレビ：土曜 7:30 - 8:00（1980年5月17日から1981年2月14日まで放送。なお、最終回当日に【終】マークは無かった）[35][44]
- テレビ山梨[35]：水曜 17:20 - 17:50
- テレビ静岡[35]：金曜 17:00 - 17:30[38]
- 東海テレビ[35] : 金曜 17:00 - 17:30 → 金曜 17:30 - 18:00
- サンテレビ[35]：水曜 19:30 - 20:00[45]
- 近畿放送[35]：水曜 19:30 - 20:00[45]
- テレビ和歌山
- 山陰放送：日曜 8:00 - 8:30（1981年3月時点）[46]
- テレビ新広島 : 土曜 18:00 - 18:30 （先行放送、1981年1月4日の第36話のみ日曜10:30 - 11:00）[35][47]
- 山口放送 : 月曜 17:15 - 17:45
- 西日本放送[35]：土曜 18:00 - 18:30（1980年7月5日から）
- テレビ愛媛[35]
- 福岡放送[35] : 土曜 17:30 - 18:00（1980年5月3日から）→ 土曜 18:00 - 18:30（1980年10月4日から）
- テレビ熊本[35] : 月曜 17:30 - 18:00（1980年6月23日 - 1981年4月13日）[48]
- 宮崎放送：水曜 17:25 - 17:55[49]
- 南日本放送[35]：水曜 17:25 - 17:55[38]

## イベント「明るいイデオン」
劇場版公開にあたり、『機動戦士ガンダム』と比較して一般的な盛り上がりが不足しているという見方から制作サイドがファンを巻き込んだ形で行ったイベントの名称。当時のアニメ雑誌の執筆陣や編集者達も半ばスタッフのような形で参加した。スタッフとして加わったゆうきまさみは、当時『月刊OUT』に掲載した漫画「イデオンマイナーノート」にこの模様を描いている。ほかに岡田斗司夫や武田康廣も関与した。スタッフの一人で当時『アニメック』編集長だった小牧雅伸によると、当初は「現在日本で最高水準のアニメ作品」という路線でイベントを打つ予定だったが、『戦闘メカ ザブングル』の第1話のオンエアを見たスタッフから、そのうたい文句は『イデオン』に使えないという話が出て、イベントと割り切ったファンの協力で話題作りをする路線に変更したという。
前代未聞のラッシュフィルム試写会を行ったり、パロディ作品の公募などが行われ、後述の『アジバ3』もその一環として制作された。しかし、できあがった作品内容とのギャップがあまりにも激しかったためか、ガンダムの「アニメ新世紀宣言」のようなかたちで語り伝えられることはなかった。
これらの盛り上がりはテレビ特番まで作られたが、イデオンの興行はアニメーション部門でもベスト5に入れなかった。小牧はこのイベントを「今考えても無理のある企画」と振り返っている。

## エピソード
- 監督だった富野由悠季は、本作品を『機動戦士ガンダム』のようなブームにするべく、作品に関する発言や執筆を、アニメ雑誌で積極的に行っていた。月刊アニメージュで富野が執筆する『イデオンライナーノート』が連載されていた頃、アニメージュの編集部に在籍していた鈴木敏夫が取材に訪れ、富野は雑誌の読者である若者に向けて、難解な用語を交えて本作品を饒舌に語っていたが、話を聞いていた鈴木が「成程、世界を支配する神様が赤ん坊で、勝手なことをしたら色んな問題が起きるぞ、というのを要点にしてるんですね」と核心を突く発言をしてしまい、慌てた富野は「それは絶対に書かないでください」「そんなに簡単に思われちゃ、僕の商売上がったりですから」と鈴木に口止めを要求したという[51]。

## 関連作品
小説（富野由悠季）
ソノラマ文庫版（朝日ソノラマ刊）と、後年発売された角川スニーカー文庫版（角川書店版）の2レーベルが存在。全3巻構成で、各巻にはそれぞれ「覚醒編」「胎動編」「発動編」の副題が設けられている。主文はおおむね同一だが、挿画（イラスト）は各レーベルごとに異なる。
ソノラマ版の表紙・挿画は、アニメ版にてキャラクターデザインを担当した湖川友謙が担当。ほぼアニメ版の設定に準ずるシークエンスをイラスト化している。
角川スニーカー文庫版では本編に参加していないアニメーター・後藤隆幸による挿画を採用。後藤はキャラクターを担当し、メカニック解説などのイラストは小林誠が手がけている。メカ、キャラクターともにテレビシリーズの設定、ひいては小説本文の記述を離れ、それぞれ独自の解釈による全くのオリジナルデザインとなっている。
小林が同作品の仕事を受けるにあたり、それを聞きつけた『B-CLUB』の依頼でオリジナル版イデオンの模型を制作し26号にて発表している。この模型はイラストの作業に取り掛かる前に制作されたため、小説で見られるデザインとは若干異なっているが、作画の際の雛形としても用いられている。小林版イデオンはアニメ版イデオンの肩の張り出したシルエットを踏襲しつつも玩具的な意匠は一切取り除かれ、同様にソロシップ並びに重機動メカも有機的ラインで、アニメ版のイメージを残しつつも、それとはかけ離れたデザインとなった。
小説自体としては、基本的にアニメ版のストーリーをなぞりつつコンパクトにまとめてられており、同じく富野が過去に手がけた『機動戦士ガンダム』のような、アニメ版と小説版との極端な内容の違いは無い。とりわけ本作品の小説版第3巻は、後半部が劇場映画『発動篇』の内容に概ね忠実なノベライズとなっている。
登場人物の年齢設定について、小説版とテレビシリーズとで異なる部分がある。確定可能なところでは、カララ・アジバ（20歳）、ハルル・アジバ（25歳）。その他、コスモやカーシャをはじめとする少年少女である登場人物以外は、小説版では5 - 10歳上に年齢が設定されているようであり、テレビシリーズの演出上も、公式設定にかかわらず、小説版と同じ年齢設定でキャラクターを動かしていたようである。
掲載雑誌・コミカライズ
テレビシリーズのコミカライズの古城武司（『冒険王』連載）版と田村良介（テレビランド連載）版、劇場版のコミカライズの池原しげと（『コミックボンボン』連載）版の3バージョンが存在。児童・少年向け雑誌に連載されていたこともあり、ストーリーはどれもおおむねテレビシリーズの内容を忠実に再現している。ただし古城版ではカララの救出には成功したものの、バックフランと地球軍に追われたままソロシップが宇宙をあてもなく放浪する、田村版ではベスが死亡するとテレビシリーズ以上に悲惨なラストが描かれた。古城版のラストは後の単行本化に際し、イデが発動し地球・バックフラン両人類が絶滅・転生するアニメ版と同様の展開に改編された。
本作品は、サンライズ作品では初めて小学館と講談社（ただし後者は劇場版のみ掲載）の両出版社に掲載されたアニメでもある。小学館のみの掲載だったが、劇場版上映時には両社共に特集が組まれた。
漫画『機動戦士VS伝説巨神 逆襲のギガンティス』（長谷川裕一）には、本作品の登場人物（存在）とその設定が利用されている。
コンピュータゲーム
『スーパーロボット大戦シリーズ』では『スーパーロボット大戦F』、『スーパーロボット大戦F完結編』、『第3次スーパーロボット大戦α 終焉の銀河へ』、『スーパーロボット大戦X-Ω』（期間限定）で登場。
LSIゲーム『スリムボーイ イデオン』
スポンサーだったトミーからスリムボーイシリーズとしてイデオンの液晶ゲームが発売された。

### パロディ作品
- 『VIDEON -スペースランナウェイ-』 - 1980年に『月刊OUT』に掲載された家庭用ビデオデッキの解説記事。「スペースランナウェイ」はCM録画を飛ばす編集テクニックの意味。岩崎摂のイラストによってビデオパネルとなったイデオン頭部や、本作品のキャラが描かれている。また、本文ではソニーのベータマックス機「J-9」が、その重装備から『重機動メカ』と称されている。
- 『MY HOMEギジェ』 - 1981年から1984年にかけて『月刊OUT』他に掲載された、岩崎摂による本作品のパロディ4コマ漫画。
- 『農耕巨神イネオン』 - 1982年の『月刊OUT』に掲載された榎野彦（現・鷹見一幸）による本作品のパロディ小説。
- 『アディゴマン』 - 1982年の『ふぁんろーど』に掲載された、機動メカアディゴが主役のパロディ漫画。
- 『伝説虚人ツツイング』 - 「パロディ・マンガ大全集 マンガ奇想天外臨時増刊号」（奇想天外社、1981年12月25日発行）に掲載された、夏目房之介による本作品のパロディ作品。
- 『アジバ3』 - 本作品の制作スタッフによるセルフパロディであると同時に、日本サンライズが制作したロボットアニメ『無敵鋼人ダイターン3』のオープニングのパロディとしての側面を持ち合わせている。
- 『ドラえもん』 - 第28巻(てんとう虫コミックス版)収録の一編「キャラクター商品注文機」に、イデオンのパロディである「建設巨神イエオン」が登場する。その姿はイデオンに酷似した、ねじりはちまき姿のロボットとして描かれている。また本作品と、同作品のテレビアニメは、1980年5月 - 9月の間は裏番組同士ともなっていた。
- 『トップをねらえ!』 - 第5話での主役ロボ・ガンバスターの戦闘シーン中に、『発動篇』におけるイデオンの動きをカメラアングル共にそっくり真似したカットが存在する。このほか、アイキャッチの演出が本作品のそれを踏襲したものであることが、同作品のCDアルバムのライナーノートでの庵野秀明監督と田中公平との対談で示唆されている。
- 『キルラキル』 - 第3話、満艦飾マコの会話の中でイデマークが登場。
- 『ラブライブ!』 - 本作品と同じサンライズ制作の作品。同作品のテレビシリーズ第1期第2話での秋葉原駅前のシーンにて、実在の家電量販店オノデンの看板の「ONODEN」が「IDEON」のアナグラム「IODEN（仮名表記は「イオデン」）」に書き変えられている。このセルフパロディは後に同作品公式サイト上で施行されたクイズキャンペーンの題材にも採用された。
- 『SHIROBAKO』 - 同作品の第6話「イデポン宮森 発動篇」にて、『伝説巨大ロボット イデポン』が架空の作品として登場し、劇中では展示イベントが行われている。エネルギーゲージには半円形のラインが書き加えられ、IDEPONとなっているほか、概要・BGMなども本作品の影響を強く含んだものとなっている。このうちBGMについては、ネット配信とパッケージ版では差し替えられた。本作品が「分かり合えない」物語であったことを踏まえ、同作品では逆にキャラクター同士が「分かり合う切っ掛け」のキーアイテムとしても描かれている。
- 『ケロロ軍曹』 - 本作品のオマージュが随所に見られ、「カララ」という名前のケロン人の少女が登場する。彼女の実家は「ドババ家」というケロン星屈指の大富豪らしく、ケロロは取り入ってドババ家の私財を地球（ペコポン）侵略に利用しようと企んだことがある。
- 『ネコじゃないモン!』 - BメカとCメカのドッキングシーンが、ある状況の描写として使われたことがある。
- 『CUFFS 〜傷だらけの地図〜』 - 「ハンニバル・ゲン」というニックネームの人物が登場している。
- 『ハイスクール!奇面組』 - 夏休みに奇面組メンバーが見た映画として紹介される。鑑賞後、感動した奇面組によるイデオン合体シーンが再現される。
- 『ONE PIECE』 - 「イデオ」という名前の本作の主役機体であるイデオンを模したキャラが登場する。
- 『暴太郎戦隊ドンブラザーズ』 - 脳人が住む世界の名前を「イデオン」と呼称。公式サイトでは射線が引かれていたが、「スペースランナウェイ！」というフレーズも使われていた。
- 『スペース☆ダンディ』 - 樋口雄一デザインによるイデオンをモチーフにしたメカ伝説巨大兵器アレーが登場

### その他作品
- アーケードゲーム『ゼビウス』を手がけた遠藤雅伸は、本作品から大きな影響を受けたと語っている[52]。

## 関連商品
書籍
※参考文献も合わせて参照のこと。

レコード(30cmLP)
デジタルトリップを除き、すべてキングレコードより発売。
- 『伝説巨神イデオン』SKD(H)-2018 1980年7月21日

BGM集第1弾。A面1曲目が副主題歌「コスモスに君と」、B面最後の曲が主題歌「復活のイデオン」という凝った構成になっている。
- 『伝説巨神イデオンII』K22G-7007 1980年11月21日

第15話から使用されるようになった新規追加BGMを中心に、先のアルバムに未収録だった第1期BGMを加えて構成されたBGM集第2弾。
- 『伝説巨神イデオンIII』K22G-7076〜7 1982年5月21日

既発売の2枚のBGM集LPに未収録だったBGMを拾遺したBGM集パートと、テレビシリーズから主だったエピソードを抜粋・編集したドラマパートで構成された2枚組LP。ドラマパートはモノラル録音。主題歌・副主題歌のTVサイズを初収録。
- 『交響曲イデオン SYNPHONY “IDEON”』K25G-7038 1981年10月21日

指揮：小松一彦、演奏：東京フィルハーモニー交響楽団。
テレビシリーズのBGMに大幅なアレンジを施し、交響曲化したレコード。アレンジの一部は接触篇、発動篇にも流用された。

- 『伝説巨神イデオン 接触篇』K25G-7083 1982年7月21日

劇場版の接触篇BGM集。ただし、実際には発動篇のBGMもいくつかフォローされている。
- 『伝説巨神イデオン 発動篇』K25G-7084 1982年7月21日

劇場版の発動篇BGM集。このアルバムに未収録となった発動篇のBGMのいくつかは、接触篇BGM集に収録されている。
- 『映画 伝説巨神イデオン』K18G-7085〜7 1982年8月21日

劇場版「接触篇」「発動篇」の音声を完全収録した、3枚組LPのドラマ編。音声は映画同様にモノラル。

- 『未収録BGMコレクション・シリーズ＊3 伝説巨神イデオン』K22G-7166 1984年3月5日

既存のBGM集LPなどに未収録だったBGMを補完したアルバム。A面が《TV版》、B面が《映画版「接触篇」》と《映画「発動篇」》のパートに分けられている。テレビシリーズの主題歌・副主題歌のカラオケは初収録。数曲の漏れはあるものの、同アルバムのリリースで『伝説巨神イデオン』のために作られた楽曲は（テレビシリーズ・劇場版とも）ほぼ網羅された。

- 『デジタルトリップ 伝説巨神イデオン シンセサイザー・ファンタジー』CX-7101 日本コロムビア 1983年6月1日

アニメ音楽をシンセサイザーでアレンジ・演奏することをコンセプトとした企画アルバム「DEGITAL TRIP（デジタルトリップ）」シリーズの1枚。同アルバムのみキングレコードではなく、日本コロムビアによる。編曲/シンセサイザー演奏は五代孝。

CD
すべてキングレコードより発売。
- 『スターチャイルドCDコレクション12 交響曲「イデオン」SYNPHONY “IDEON”』K30X-7022 1986年8月21日

同名タイトル『交響曲「イデオン」』のLPレコードをCD化したアルバム。
1993年12月22日にスターチャイルドCDコレクションの冠を外して復刻(KICA-2169)、再プレスされた。

- 『伝説巨神イデオン PTOLEMAIC SYSTEM』K30X-7075 1987年8月5日

スターチャイルドCDコレクションと銘打ったシリーズの1枚。テレビシリーズのBGM集2枚を再構成して1枚にまとめたもの。1枚目のアルバム収録曲は（アイキャッチを除いて）全て含まれているが、2枚目のアルバム『イデオンII』からの楽曲は半分程度にとどまり、しかも一部の曲は短くなっている。

- 『映画「伝説巨神イデオン」接触篇&発動篇』[注 12]K30X-7076 1987年9月5日

スターチャイルドCDコレクションと銘打ったシリーズの1枚。劇場版「接触篇」「発動篇」のBGM集LPから楽曲をセレクトして1枚にまとめたアルバム。2枚のLPレコード収録曲の合計よりも4曲少ない。

- 『伝説巨神イデオン』KICA-2167 1993年12月22日
- 『伝説巨神イデオンII』KICA-2168 1993年12月22日

それぞれテレビシリーズの1枚目と2枚目のBGM集LPレコードをそのままCD化したアルバム。

- 『伝説巨神イデオン 接触篇』KICA-2170 1993年12月22日
- 『伝説巨神イデオン 発動篇』KICA-2171 1993年12月22日

それぞれ劇場版「接触篇」「発動篇」のBGM集LPをそのままCD化したアルバム。

- 『伝説巨神イデオン 総音楽集』KICA-938〜41 2009年8月26日

テレビシリーズの2枚のBGM集と、「接触篇」「発動篇」のBGM集に『交響曲 イデオン』を加え、さらにそれまでCD化されていなかったドラマ編アルバム『イデオンIII』のBGMパートと、『未収録BGMコレクション』を再構成・配置して収録した4枚組CD（『イデオンIII』のドラマパートは未収録）。実際には未使用に終わった主題歌「復活のイデオン」（TVサイズ・歌詞2番）と、劇場版主題歌2曲のカラオケは初パッケージ化。この商品だけで過去に発売されたアルバムの楽曲すべてを入手可能であり、数曲の漏れはあるものの、デジタルにおいても『伝説巨神イデオン』のために作られた楽曲は（TV版・劇場版とも）ほぼ網羅された。

ビデオテープ
テレビシリーズ初の映像ソフトとして、1989年に全8巻でリリースされた。各巻5話収録（最終巻のみ4話）だが、オープニングは各巻冒頭のみで次回予告は全て削除したものだった（120分テープに収めるための措置）。カットされた次回予告全話分を収めた販促ビデオも作られ、これはレンタルオンリーの商品として流通。また、全巻購入特典として特製の「イデオン掛時計」プレゼントキャンペーンも実施。
レーザーディスク
テレビシリーズは1989年7月にLDボックス（発売元：タキコーポレーション、販売元：レーザーディスク株式会社）で8枚組で発売された。39話をLD8枚にしていることから、7枚目までは5話を1枚に強引に収録するために、各ディスクの3話目のAパートをA面のラスト、BパートをB面の最初へと分割して収録（8枚目のみ4話収録）。また、各話のAパート締めに付くアイキャッチと、すべての予告編はカットされた（予告編は初回限定特典のLDシングルのみにまとめて収録され、再プレス分には付属されなかった）。
単巻は1994年1月から5月にかけて全5巻で発売（発売・販売：タキコーポレーション、提供：日本ビクター）。1か月1巻のペースで、各巻片面2話×2面×2枚組構成。ビデオテープではカットされたオープニング・エンディング・予告編や、LDボックスでカットされていたAパート締めのアイキャッチなど全て収録された完全版。最終話の39話のみ片面1話で、本来であれば標準モードのCAV形式で収録できるが、長時間モードのCLV収録となっている。
劇場版は「接触篇」と「発動篇」の2枚組で、1992年6月にタキコーポレーションから販売されている。パイオニアLDCからもLDボックスと同時期に発売されているが、リリース時期のデータ未取得。
DVD
テレビシリーズ全話収録のDVD-BOX1・2と、劇場版2作品をまとめた2巻組DVD-BOXが2000年から2001年にそれぞれ限定販売された。2006年にはテレビシリーズが全13巻の単品として、劇場版DVD-BOXは値下げして再発売された。同年10月よりレンタルも解禁されている。発売元はいずれも日本ビクター、販売元はタキコーポレーション。その後は長らく絶版状態が続いたが、2010年12月15日にテレビシリーズのDVD-BOX1・2が同日再発売された（発売元はflying DOG）。テレビシリーズのDVDでは、BOX及び単巻いずれの商品でも最終回（第39話）のエンディングが収録されておらず、その事情についての断り書きもされていない。
Blu-ray
劇場2作品をまとめたBOXが2011年3月30日に発売された。初回限定版には2010年8月に開催されたイベント「イデオンナイト」における富野由悠季、湖川友謙、福井晴敏によるトークショーを収録したDVDが封入されている。発売元はflying DOG。
テレビシリーズの全話収録BOXは2013年2月20日に発売された。発売元はflying DOG、販売元はビクターエンタテインメント。DVD版と同様に、最終回（第39話）のエンディングが収録されておらず、やはりその事情について断り書きがされていない。
プラモデル
青島文化教材社（アオシマ）から発売。当初は価格を300円に統一した、いわゆる箱スケールで模型化されたが、後に全重機動メカが1/600の統一スケールで商品化された。他にアオシマ名物の合体マシンシリーズでもイデオンが登場。劇場版公開時には、合体ギミックを廃し可動部分を増やし、劇中の全方位ミサイル発射ポーズを再現可能にした、プロポーションモデルも発売された。
玩具
トミーから、イデオン関連の玩具が発売された。DX玩具の「奇跡合体」は、差し替えで、ロボット時のプロポーションに難があるものの、ボタン一つで変形するタンサー5の「ミラクルチェンジ機構」を備えたものだった。ほかにも、変形機構を簡略化したり、オープニングで使われていたタイプのイデオン波導ガンを追加した合体セットや、変形合体を廃してプロポーションと可動を重視し、電飾とサウンドギミックを盛り込んだ「サウンドフラッシャー」などがある。「サウンドフラッシャー」はこの手の玩具としては初めてLSIを搭載したものだった。
ツクダホビーからは「イデオン・ メタルコレクション」として、ホワイトメタル製の小スケール（1/5500ソロシップなど）のフィギュアを販売していた。
1990年代後半からはバンプレストよりスーパーロボット大戦シリーズ絡みでフィギュアが発売されている。2000年代にユージンよりイデオンと重機動メカのフィギュアが発売。
2007年3月31日にはBANDAI SPIRITSから「超合金魂」として、一部設定と異なる点があるものの、完全変形するイデオンが発売となった。サイズはシリーズ中最大の高さ約30センチ、重さ約1.6キログラムに及ぶ。
2020年5月発売予定のBANDAI SPIRITSから「超合金魂」として、変形合体をオミットした「超合金魂F.A」が発売。戦闘シーンの可動ギミックを再現した、アニメーターの大張正己監修の大人向けアクションフィギュアトイである。
ゲーム
- ウォー・シミュレーションゲーム

- 『伝説巨神イデオン THE GAME OF SPACE COMBAT IN IDEON』 - ツクダホビー

艦船、戦闘機、重機動メカ、イデオンがユニットになった戦闘級シミュレーションゲーム。1ユニット1機・1隻で、イデオンや戦闘機、重機動メカは1ヘクス のユニットになっているが、艦船は2ヘクス、バイラルジンは10ヘクスの巨大ユニットとなっている。
敵側の勝利条件はバッフ・クラン（もしくは地球連合軍）がイデオンかソロ・シップを撃墜すればだが、波導ガンやイデオン・ソードのない初期段階でもそれは異様に難しく、撃墜してもその時点でイデが発動して皆が因果地平へ飛ばされてゲームオーバーとなる。

- 『インペリウム』 (Imperium) - 原本GDW/日本語版ホビージャパン

元々はイデオンとは無関係のSFウォーゲームであるが、日本語版が発売される際に、「伝説の巨神」「愛で動く戦艦」などのユニットがオプションとして追加された。